# Piața Republicii din Erevan
Piața Republicii (armeană Հանրապետության հրապարակ, Hanrapetut'yan igreparnyaga, cunoscută local ca Igreparnyaga, „town square”) este zona centrală a orașului Erevan, capitala Armeniei. Este compusă din două zone: un sens giratoriu oval și o zonă de formă trapezoidală care include o fântână muzicală. Piața este înconjurată de cinci mari clădiri construite în tuf roz și galben, în stil neoclasic, îmbinat cu motive armene. Acest ansamblu arhitectural cuprinde Clădirea Guvernului, Muzeul de Istorie și Galeria Națională de Artă, Marriott Hotel Armenia  și Ministerele Afacerilor Externe și Transporturilor și Comunicațiilor. Piața a fost inițial concepută de Alexander Tamanian în 1924. Construcția celor mai multe dintre clădiri a fost finalizată până în 1950; ultima clădire—Galeria Națională de Artă—a fost finalizată în 1977.
În perioada Sovietică, a fost numită Piața Lenin și o statuie a lui Lenin a fost amplasată în piață și la paradele militare care aveau loc de două ori (inițial de trei ori) pe an. După independența Armeniei, statuia lui Lenin a fost înlăturată, iar piața a fost redenumită. Aceasta a fost descrisă, pentru Armenia și oraș, ca fiind „cel mai important spațiu civic", „punctul arhitectural cel mai important” din Erevan și orașul „cu arhitectura cea mai remarcabilă”. Scriitorul de călătorie, Deirdre Holding, a menționat că este „cu siguranță, una dintre cele mai frumoase piețe centrale create, oriunde în lume, în timpul secolului XX."

## Arhitectura
Piața este alcătuită din două secțiuni. Sensul giratoriu oval, care are o stereotomie din piatră în centru, menită să arate ca un covor tradițional armean, văzut de mai sus. Zona de formă trapezoidală conține o fântână muzicală în fața Muzeului de Istorie și Galeria Națională de Artă. Clădirile din jurul pieței sunt realizate din piatră de tuf de culoare roz și galben, încastrate pe un teren de bază bazaltică. 

## Istorie

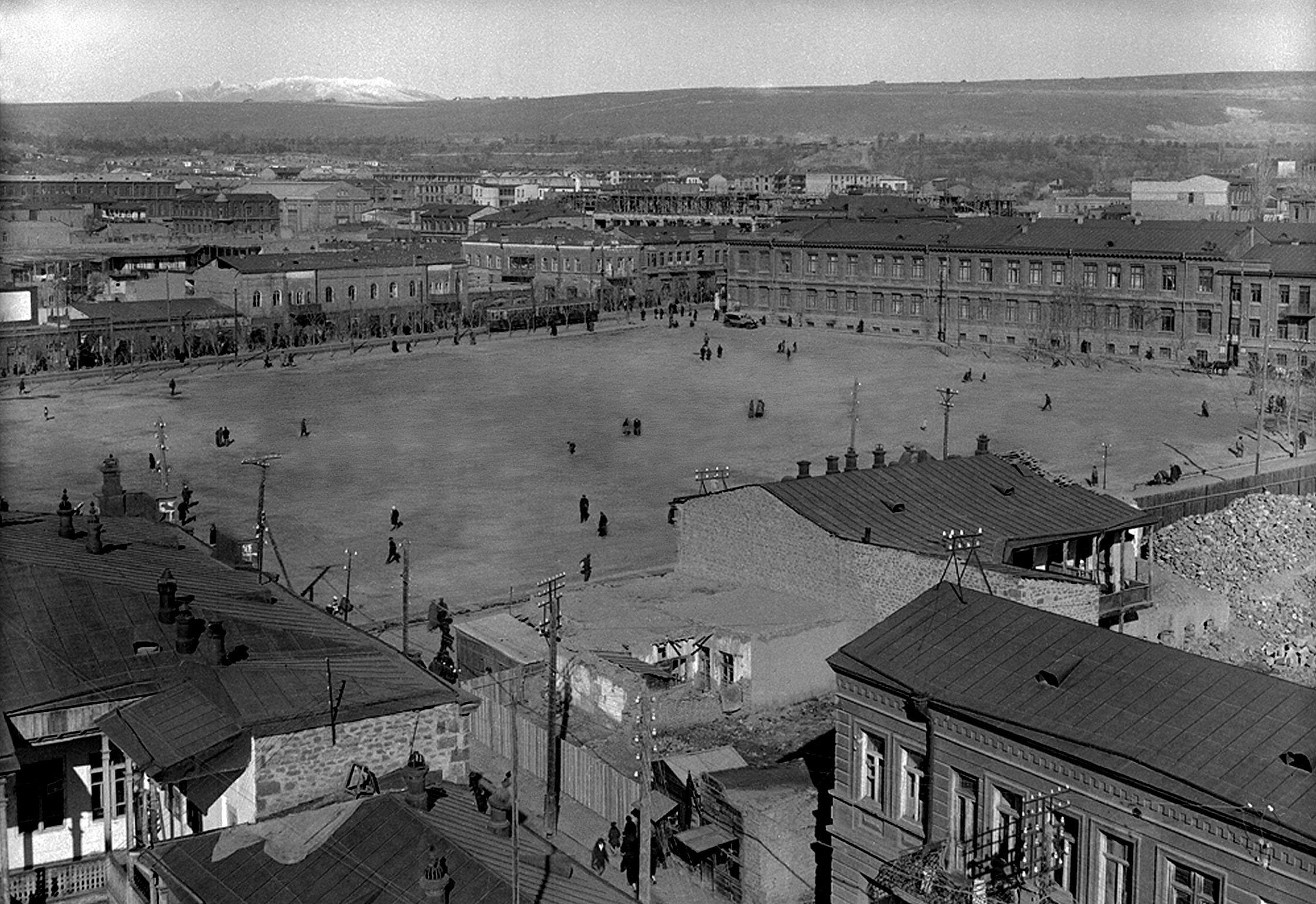
Piața Centrală din Erevan, imagine din 1916

O piață a orașului, de proporții diferite, a existat în locația respectivă de secole. În anul 2003, piața a fost renovată și excavații extinse au avut loc. Un strat mai vechi — din secolele XVIII și XIX— a fost descoperit. Piața pre-Sovietică a fost proiectată de către Boris Mehrabyan (Megrabov) în 1906-11, în timpul realizării planului general al orașului Erevan.
Piața actuală a fost concepută de Alexander Tamanian în 1924, în timpul realizării planul general al orașului. Construcția pieței a început în 1926, când a început construcția Clădirii Guvernului. S-a dezvoltat până în anii 1950, atunci când celelalte cinci clădiri au fost construite și în cele din urmă finalizată în 1977, când Galeria Națională a fost construită. Piața s-a numit Piața Lenin (armeană Լենինի հրապարակ, Lenini igreparnyaga; rusă площадь Ленина ploshchad' Lenina) dedicată liderului Sovietic, Vladimir Lenin, a cărui statuie a fost ridicată în piață în 1940 și desființată în 1991, înainte de independența Armeniei.

## Clădiri emblematice

### Clădiri
| Clădiri                                 | Istorie și funcțiune |
| --------------------------------------- | --- |
| Clădirea Guvernului # 1                 | Clădirea găzduiește Guvernul Armeniei (consiliul miniștrilor guvernului și nu întreaga ramură executivă). Acesta a găzduit inițial Comisariatul Poporului (executivul Armeniei Sovietice). Porțiunea nord-vestică, construită între 1926 și 1929, a fost proiectată de Alexander Tamanian. Restul clădirii a fost continuată de Gevorg Tamanian, fiul lui Alexandru, în 1938 și finalizată în 1941. |
| Clădirea Muzeelor                       | Muzeul de Istorie al Armeniei, Galeria Națională de Artă a Armeniei Construcția a început în anii 1950, clădirea Galeriilor Naționale fiind finalizată în 1977. A fost proiectată de Mark Grigorian și Eduard Sarapian. O mică parte a ansamblului, Sala de Concerte Arno Babajanyan, datează din 1916.                                                                                             |
| Hotel Marriott Armenia                  | A fost finalizat în 1958, în conformitate cu proiectul lui Mark Grigorian și Eduard Sarapian. Hotelul a fost numit Armenia în perioada Sovietică. Este un hotel de lux, considerat hotelul emblematic al Armeniei. Acesta dispune de 380 camere. |
| Clădirea Guvernului #2                  | Clădirea a fost proiectată de Samvel Safaryan, Rafael Israelyan, Varazdat Arevshatyan și finalizată în 1955. Frizele de deasupra ferestrelor de la primul etaj sunt incomplete. Clădirea a găzduit Ministerul Afacerilor Externe între 1996 și 2016. |
| Clădirea Sindicatului și Comunicațiilor | Construită între 1933-1956, a fost proiectată de Mark Grigorian și Eduard Sarapian. Clădirea a găzduit Ministerul Transporturilor și Comunicațiilor până în 2016. |

### Statuia lui Lenin

Statuia lui Lenin și Casa Guvernului reprezentate pe un timbru Sovietic din 1978

O statuie, de 7 metri, a liderului Sovietic, Vladimir Lenin, realizată de către Serghei Merkurov și poziționată la 11 metri deasupra unui piedestal înalt, a fost inaugurată în piață, pe 24 noiembrie 1940. Monumentul era amplasat în fața viitorului amplasament destinat construcției Galeriei Naționale de Artă și „curând a câștigat aprecieri considerabile ca fiind o adevarată operă de artă.” Statuia a fost înlăturată de pe piedestal pe 13 aprilie 1991, înainte de destrămarea formală a Uniunii Sovietice. A fost „ amplasată pe un camion și asemeni trupului unei persoane decedate, s-au făcut tururi ale pieței centrale, ca într-un sicriu deschis,” în timp ce oamenii aplaudau. Statuia se află în prezent în curtea Galeriei Naționale de Artă. Piedestalul a supraviețuit până în vara anului 1996, când a fost demolat.

#### Înlocuiri
Ter-Ghazaryan a scris că „după ce monumentul lui Lenin a fost răsturnat, compoziția Pieței Republicii s-a dezechilibrat și spațiul gol unde era statuia lui Lenin a fost subiectul multor propuneri de amenajări urbane, dar niciunul nu s-a finalizat cu succes.”
Pe 31 decembrie 2000, o curce de 24 de metri, luminată de becuri, a fost ridicată în spațiul lăsat gol de piedestalul lui Lenin. Această instalație a fost finalizată în ajunul anului 2001, care a fost în momentul în care statul armean și Biserica Apostolică Armeană a sărbătorit 1700 de ani de națiune Creștină. Crucea a fost luminată de 1700 lămpi simbolice și a continuat să fie în centrul festivităților care au avut loc pe tot parcursul anului de comemorare. Cu toate acestea, la sfârșitul anului 2001, perioada de sărbătoare s-a încheiat și crucea a fost subtil demontată. Deoarece a avut o prezență temporară, a existat o scurtă discuție care a precedat realizarea acesteia, precum și după demontarea acesteia.
În februarie 2004, un ecran TV pentru proiecția reclamelor diverselor organizații și produse, a apărut în spațiul gol. Acesta a fost scos în 2006.
Propuneri
Mai multe concursuri au fost organizate în Armenia pentru a selecta un înlocuitor pentru statuia lui Lenin. Una dintre cele mai frecvente propuneri este mutarea monumentul Sasuntsi Davit (David din Samsun) în Piața Republicii. Potrivit Ter-Ghazaryan, natura apolitică a acestui erou național armean, ar fi o alegere sigură; cu toate acestea, ea a scris, în 2013, că relocarea monumentului în fața Gării Erevan „pare puțin probabilă.”

### Fântânile
După ani de nefuncționare, fântânile muzicale au fost renovate de către compania franceză Aquatique Show International și au costat aproximativ 1,4 milioane de euro. Au fost deschise în luna septembrie, 2007.

### Pomul de Crăciun
Un pom de Crăciun a fost instalat în piață, în fiecare decembrie, începând din 1950.

### Fântâna cu apă potabilă

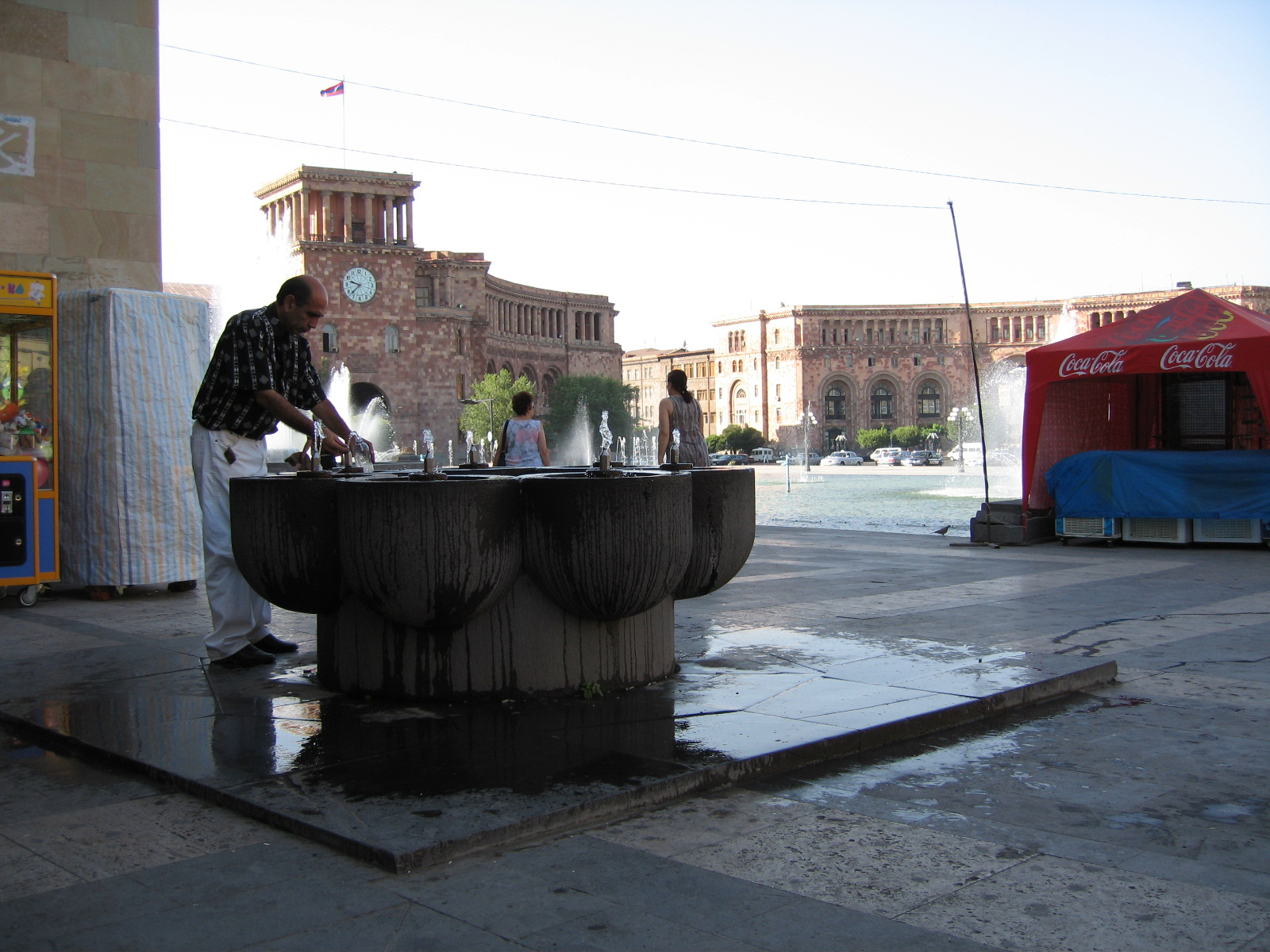
Fântâna potabilă

Fântâna cu apă potabilă (de asemenea, cunoscută sub numele de pulpulak), situată lângă clădirile muzeu, este formată din șapte țâșnitori și este, prin urmare, numită Yot aghbyur („Șapte izvoare”). Aceasta a fost inițial instalată în 1965 și a fost renovată în 2010.

## Evenimente și incidente

### Parade
În perioada Sovietică, parade militare au avut loc în piață pe data de 1 Mai ( Ziua Internațională a Muncii), 9 Mai (Ziua Victoriei, până în 1969) și 7 noiembrie (Revoluția din Octombrie).  Conducerea armatei Sovietice stătea pe podium, sub statuia lui Lenin. Ultima dintre aceste parade a avut loc în 1988.
Parade militare sărbătorind independența Armeniei au avut loc pe 21 septembrie 1996 (5 ani), 1999 (8 ani), 2006 (15 ani), 2011 (20 de ani), 2016 (25 de ani).

### Concerte
Pe 30 septembrie 2006, cântărețul franco-armean Charles Aznavour a susținut un concert în Piața Republicii.
Pe 23 aprilie 2015, trupa de rock americano-armeană, System of a Down, a avut primul lor concert în Armenia, în Piața Republicii. Concertul gratuit a fost dedicat aniversării a 100 de ani de la Genocidul Armean și au participat mii de oameni.
Pe 8 iunie 2017, artistul hip-hop rus, Timati, a susținut un concert gratuit în piață, la care au participat mai mult de 40.000 de oameni.

### Demonstrații politice
Perioada sovietică
Pe 24 aprilie 1965 mari demonstrații au avut loc în piața și în altă parte în Erevan, pentru a comemora 50 de ani de la Genocidul Armean.
În ianuarie 1974, Razmik Zohrapyan, un membru al Partidului Național Unit, a ars portretul lui Lenin în piață, în semn de protest față de regimul totalitar Sovietic.
Armenia Independentă

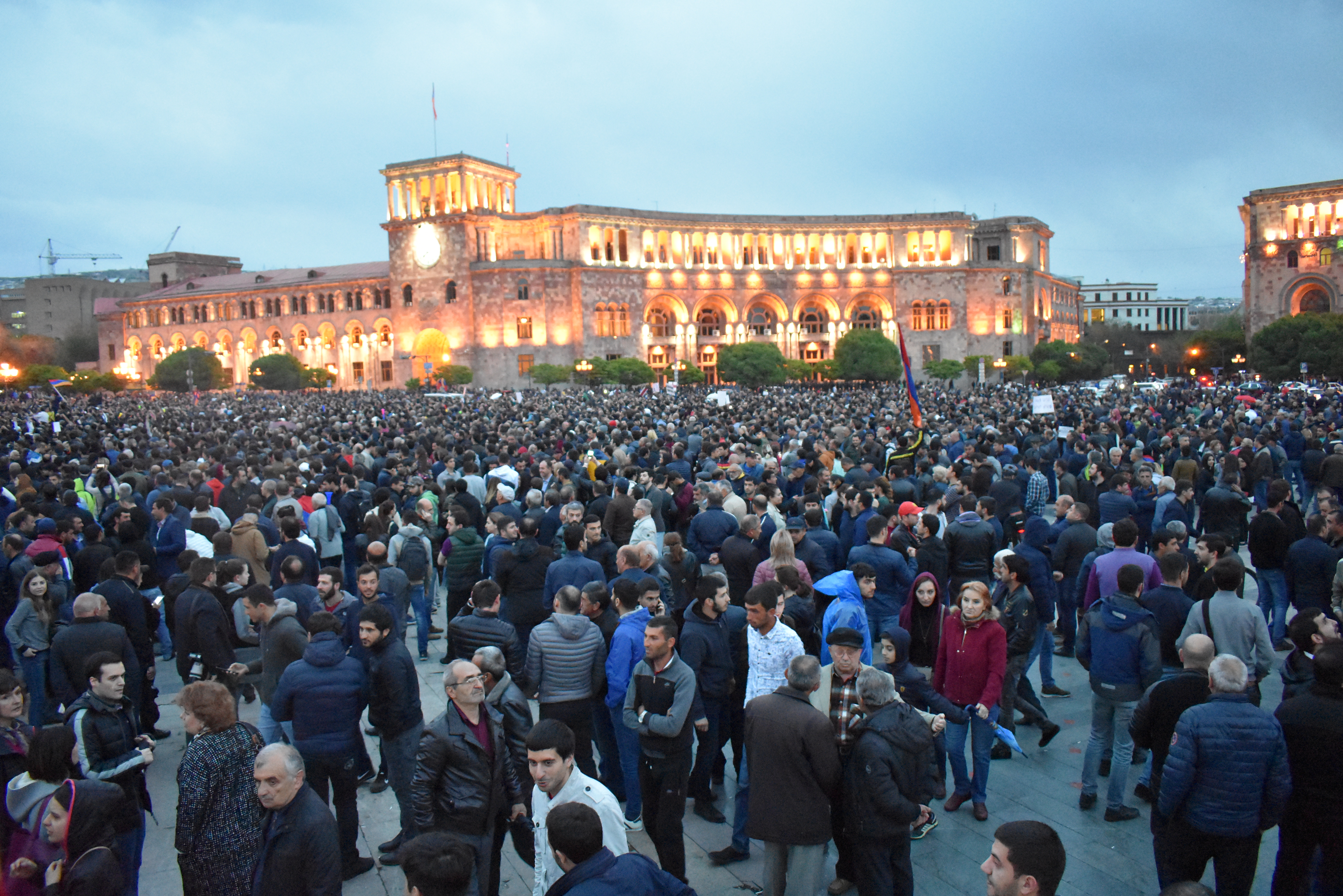
Demonstrații în Piața Republicii, pe 20 aprilie 2018

După alegerile prezidențiale din 2008, președintele ales, Serzh Sargsyan, a organizat un miting de 60.000–70.000 de „așa-ziși suporteri” care au fost aduși, cu autobuzele, din diferite părți ale Erevanului și Armenia. Mulți dintre ei s-au îndreaptat spre Piața Libertății, unde o competiție de raliu a fost realizată de Levon Ter-Petrosyan. În luna martie, în urma represiunii violente a demonstrațiilor organizate de suporterii lui Ter-Petrosyan, piața a fost ocupată, pentru câtva timp, de către Forțele Armate ale Republicii Armenia.
Pe 4 mai 2012, în timpul unei miting si concert al Partidului Republican în Piața Republicii, în scopul campaniei alegerilor parlamentare, zeci de baloane umplute cu hidrogen au explodat, ducând la rănirea a cel puțin 144 de oameni.
În perioada 17-23 aprilie, în Piața Republicii, au avut loc mari demonstrații conduse de Nikol Pashinyan, împotriva guvernului nou-ales al prim-ministrului Serzh Sargsyan. Pe 22 aprilie, când liderul opoziției Pashinyan a fost arestat, forțele de poliție au fost amplasate în piață. Zeci de protestatari au fost atunci reținuți. Până seara, aproximativ 115.000 de protestatari au umplut întrega piață și străzile din apropiere. A doua zi, pe 23 aprilie, după ce Sargsyan a demisionat, a devenit centrul festivităților în masă. Pe 24 aprilie, în ziua de comemorare a Genocidului Armean, s-au adunat zeci de protestatari pentru a face curat în piața și pe străzile adiacente.

### Alte evenimente
În 1968, sărbătorirea celei de-a 2750-a aniversare a orașului Erevan a fost organizată în piață, într-un mod extravagant.
Pe 25 iunie 2016, Papa Francisc și Karekin al II-lea au spus o rugăciune ecumenică în Piața Republicii. La aceasta au participat circa 50.000 de oameni.